# Ernest Francis Witty Cotton
Ernest Francis Witty Cotton (Barcelona, 31 d'agost de 1880 - Worthing, 1 d'abril de 1969) fou un futbolista, tennista i dirigent esportiu anglo-català.

## Trajectòria
Era fill de Frederick Witty, un emprenedor britànic, d'una família de Yorkshire, que s'establí a Barcelona i fundà, l'any 1873, una empresa de nom F. Witty. Tant Ernest, com el seu germà Arthur Witty foren educats a la Merchant Taylors' School de Merseyside, on l'esport formava part important del desenvolupament dels estudiants. Tornats a Barcelona, els dos germans s'uniren a la companyia del seu pare, que esdevingué Witty Sociedad Anonima, Witty S.A.
Començà a jugar al futbol a la Colònia Anglesa de Barcelona. També començà a practicar el tennis i funda el Reial Club de Tennis Barcelona l'any 1899. Practicà el tennis amb Joan Gamper, i quan aquest fundà el FC Barcelona, els dos germans Witty s'hi involucraren ràpidament. Fou jugador del FC Barcelona durant la primera temporada del club. Posteriorment continuà practicant el tennis fins a l'any 1916, essent finalista del campionat d'Espanya l'any 1911.